# Erkka Petäjä
Erkka Petäjä (né le 13 février 1964) est un footballeur finlandais ayant joué principalement pour des équipes de Suède. Il est l'un des joueurs les plus capés de la sélection finlandaise avec 75 matchs, cependant, il n'a jamais marqué de buts.

## Biographie
Après avoir commencé sa carrière avec le TPS Turku, il reçoit sa première sélection en équipe nationale en 1983. 
En 1985, il se joint au Östers IF en Suède, équipe où il joue une grande partie de sa carrière. Il évolue ensuite dans plusieurs autres équipes suédoises avant de rejoindre l'Yverdon-Sport FC. C'est là qu'il reçoit sa dernière sélection en équipe nationale. 
Il retourne ensuite en Suède deux ans avant de finir sa carrière dans la ville où il a commencé, mais cette fois-ci avec le FC Inter Turku.